# Osud člověka
Osud člověka (rusky Судьба человека) je novela sovětského spisovatele Michaila Alexandroviče Šolochova z roku 1957.
V českém překladu Věry Š. Vendové knihu v roce 1971 vydalo Nakladatelství Mladá fronta.
Šolochov toto své dílo věnoval Jevgenii Grigorjevně Levické, člence KSSS od roku 1903.

## Příběh
Kniha je vystavěna jako rozhovor autora s hrdinou, bývalým vojákem a řidičem Andrejem Sokolovem. Sokolov začíná své vyprávění šťastným klidem domova, kde pracoval jako dělník a později jako řidič, založil rodinu, postavil dům a nic mu nechybělo. Byl však povolán na frontu a musel vše opustit. Po jednom roce se dostal v květnu 1942 do německého zajetí a jen o vlásek unikl smrti, když se hrdinsky snažil dovézt munici na frontu. Po nekonečných útrapách, nelidském týrání a těžkých pracích ve fašistických koncentračních táborech, nejen v Německu, kdy už si přál raději zemřít, se mu naskytla šance a po celých dvou letech v zajetí se znovu nebojácně probil ke svým a dovezl jim i nepřátelského majora.
Dozví se však zdrcující zprávu, že jeho milovanou ženu Irinu, dcerky Nastěnku a Olušku zabila bomba při náletu na letiště poblíž jejich domu, po kterém zbyl pouhý kráter. To zanechá v jeho duši hluboký šrám. Později se však doslechne o svém synu Anatoliji, jenž byl dokonce povýšen na kapitána dělostřelecké baterie a s obrovskou pýchou se těší, až se shledají. Osud mu však nepřál a jeho syna zabil v poslední den dobývání Berlína německý odstřelovač. Zůstal tak zcela sám s nezodpovězenou otázkou, čím si zavinil tak těžký osud. Zkrušen těžkými zážitky se Sokolov snaží najít novou vůli k životu, najít smysl další existence. Tento smysl najde v malém cizím chlapci Váňovi, jehož válka také připravila o všechny blízké, a přijme ho za svého syna.
Jako ve všech sovětských dílech věnujících se válce i v tomto jsou patrné schematické prvky jako bezvadnost ruského vojáka, odpor ke zrádcům komunismu, hrdina obyčejný člověk a dělnictví. Dílo však klade i závažné otázky existence, nad kterými se může čtenář zamyslet.
Hlavní hrdina Sokolov: kritizuje zbabělost, je odvážný, vlastenec, čestný a houževnatý.

## Filmová verze
Dílo bylo také úspěšně zfilmováno, svůj režisérský debut si v něm úspěšně odbyl známý sovětský herec a režisér Sergej Bondarčuk, který v tomto filmu ztvárnil také hlavní hereckou roli, postavu Andreje Sokolova.